# Julien Proust
Julien Joseph Proust, écuyer, seigneur du Port-Lavigne, né le 10 août 1665 à Bouguenais et mort le 26 mai 1715 à Rennes, fut conseiller du roi et maire de Nantes de 1693 à 1716.

## Biographie
Julien Proust est le fils de Pierre Proust, seigneur du Port la Vigne, et d'Anne-Claude de Ruays. Il épouse Marie Bonne Le Tourneulx de La Gironière et de l'Eperonnière, fille de François Le Tourneulx, seigneur de Bellair et de L'Espronnière, conseiller du roi et auditeur en la Chambre des comptes de Bretagne, et de Marie Juchault (nièce de Christophe Juchault). Il est le beau-père de Vincent de Tanoüarn, seigneur de Bienassis, de  Pierre Cailleteau de La Chasseloire, et de Jean François Ménardeau, seigneur de Maubreuil, ainsi que l'arrière grand-père de Paul de La Gironière.
Maire de Nantes de 1693 à 1716, il fut le premier maire héréditaire de la ville. En effet, un édit d’août 1692 signé par le roi Louis XIV supprima la charge élective de 1er magistrat de la Cité, la remplaçant par un office héréditaire sous la dénomination de : « conseiller du roi, maire perpétuel ». Proust acheta cette charge par lettres patentes du 14 août 1693 pour 60 020 livres et en prit possession le 13 septembre 1693. Cependant, la communauté de ville, désireuse de rentrer dans son droit d’élection, racheta la charge de maire à sa veuve Marie Letourneux pour la somme de 85 213 livres.